# Estádio Joaquim Henrique Nogueira
Het Estádio Joaquim Henrique Nogueira is een multifunctioneel stadion in Sete Lagoas, een stad in Brazilië. Het stadion heeft als bijnamen ook wel 'Nogueirão' en 'Arena do Jacaré'.
Het stadion wordt vooral gebruikt voor voetbalwedstrijden, de voetbalclub Democrata FC maakt gebruik van dit stadion. In het stadion is plaats voor 28.000 toeschouwers. Het stadion werd geopend in 2006.